# (1402) Eri
(1402) Eri est un astéroïde de la ceinture principale découvert le 16 juillet 1936 par l'astronome allemand Karl Wilhelm Reinmuth. Le lieu de découverte est Heidelberg (024). Sa désignation provisoire était 1936 OC.
Sa distance minimale d'intersection de l'orbite terrestre est de 1,260660 ua.